# Hươu đuôi trắng Columbia
Hươu đuôi trắng Columbia (Danh pháp khoa học: Odocoileus virginianus leucurus) là một trong ba phân loài hươu đuôi trắng ở Bắc Mỹ. Nó là một thành viên của họ Hươu nai, trong đó bao gồm hươu đuôi đen, hươu đỏ, nai sừng tấm, nai sừng tấm châu Âu, tuần lộc, và nai đuôi đen sống gần đó.

## Môi trường sống và mô tả
Những con hươu đuôi trắng Columbia được đặt tên theo sông Columbia ở Oregon và Washington. Hươu đuôi trắng Columbia được tìm thấy dọc theo hạ lưu sông Columbia, trên một loạt các hòn đảo trong vùng Clatsop và quận Columbia trong tiểu bang Oregon, và Wahkiakum County, Washington. Các quần thể khác được tìm thấy trong các tầng thung lũng của lưu vực sông Umpqua.
Hươu đuôi trắng này thường sống ở trong và xung quanh các khu vực ven sông. Nó cũng có thể được tìm thấy trong khu vườn cây bụi rậm rạp có chứa nhiều sợi như liễu, vân sam, cây thù du... Không giống như phân loài hươu đuôi trắng khác, loài này có thể sinh sản ở sáu tháng tuổi, Con hươu đuôi trắng cái phối giống đầu tiên vào khoảng 18 tháng, nó thường có một màu vàng nhạt duy nhất. Hươu đực cũng có khả năng sinh sản ở 18 tháng tuổi.

## Bảo tồn
Những con hươu đuôi trắng Columbia đã được chính phủ liên bang được liệt kê như là một loài nguy cấp ở Washington và Oregon năm 1967. Sau khi việc thông qua các luật các loài nguy cấp, vào năm 1978 những con hươu này đã được liên bang công nhận như loài bị đe doạ. Ngày 24 tháng 7 năm 2003, sau nhiều thập kỷ cố gắng cứu con Hươu đuôi trắng Columbia, do số lượng hươu đã tăng lên nên bang Oregon đã hủy bỏ Đạo luật các loài nguy cấp. Những nỗ lực đã được thực hiện bởi các bộ ngành liên quan. Số lượng dao động từ khoảng 2.500 trong đầu những năm 1980 cho hơn 6.000 cá thể vào ngày hôm nay. Hiện nay, khoảng 300 con hươu đuôi trắng Columbia được bảo vệ ở những nơi trú ẩn.